# Жилой дом (улица Гоголя, 7А)
Жилой дом — памятник архитектуры местного значения в Нежине. 

## История
Изначально был внесён в «список памятников архитектуры вновь выявленных» под названием Жилой дом Глезера.
Приказом Министерства культуры и туризма от 21.12.2012 № 1566 присвоен статус памятник архитектуры местного значения с охранным № 10014-Чр под названием Жилой дом.

## Описание
Двухэтажный, каменный, прямоугольный в плане дом, с четырёхскатной крышей. По центральной оси фасада выступает ризалит, где второй этаж деревянный. Завершается фасад карнизом. 
Здесь в доме Самохиной (Гоголя, 7А) в 1907-1912 годы размещалась частная женская гимназия Г. Ф. Крестинской (изначально 4-классная прогимназия), с 1912 года гимназия арендовала дом почётного гражданина А. И. Левченко, что на углу улиц Гоголя и Лицейской (улица Небесной Сотни, дом № 18). 
В 1912-1915 годы в доме Самохиной, арендованном городской управой, размещалась 2-я городская мужская гимназия. Затем переехала в дом Н. И. Пашковской на Миллионную улицу дом № 13 (теперь Авдеевская улица дом № 27). 
В 1930-е годы — Дом учителя.